# Sabina (stripper)
 For alternative betydninger, se Sabina. (Se også artikler, som begynder med Sabina)
Sabina (født 17. maj 1976) er en dansk stripper og pornomodel, der omkring 1999 medvirkede i en del danske og svenske hardcore-sexfilm.
Hun medvirkede bl.a. i Beatrice Eggers' afsnit af filmen Girls Inc. (1999) og var desuden trækplaster i den billigt producerede Dogma-serie (1999), instrueret af Henning Riis og Leif Jedig.
Hun var aktiv som stripper både i Danmark og i udlandet frem til ca. 2011.

## Filmografi
- Men at Work (1999)
- Girls Inc. (1999)
- Butikstyvens afstraffelse (1999)
- Pige onani (1999)
- Pigesex (1999)
- Porno festen (1999)
- Sabina – den uartige skolepige (1999)
- Sabina og de kneppe glade venner (1999)
- Sex & anal (1999)
- Crimes & Passion (1999)
- Voldtægten (1999)
- Solo 2 (2000)
- Sexsemestern (2000)
- Swinging Sweden / Panik i pornobutikken (2000)
- Nordisk bakvärk (2000)
- Varning på stan (2000)
- Nordiska nybörjare 4 (2002)
- 150 Nordiska kaskader (2002)